# Привалов Іван Васильович
Іва́н Васи́льович Прива́лов (нар. 12 березня 1902, Харків — пом. 26 січня 1974, Харків) — український радянський футболіст, лівий півзахисник харківського «Динамо». Заслужений майстер спорту СРСР — 1934.
Привалов став першим футболістом з України, хто був вшанований радянською нагородою заслужений майстер спорту, що була встановлена у тому ж 1934 році. Граючи виключно за харківські команди майстрів, у найвищому футбольному дивізіоні СРСР (Группа А) Привалов зіграв тільки один сезон у 1938 році.

## Клубна кар'єра
Грати у футбол почав 1916 року в харківській команді «Вікторія».
У складі збірної Харкова став чемпіоном СРСР 1924 року, капітан збірної УРСР, виступав за збірну СРСР у перших іграх.
2-й призер чемпіонату і Всесоюзної Спартакіади 1928; 3-й призер 1935.
Серед перших представників футболу удостоєний звання заслуженого майстра спорту СРСР (1934); суддя всесоюзної категорії.
Грав у харківських командах —
- «Штурм», 1920—1923,
- «КФК» — 1924,
- «Рабіс» — 1925—1927,
- «Динамо» — 1928 −1937,
- «Спартак», 1938-39.

У збірній Харкова — в 1920—1935,
- УРСР — 1924—1935 роки.

Привалов дебютував у вищому дивізіоні СРСР 19 травня 1938 року, коли йому було вже 36. Тоді Спартак (Харків) на виїзді поступився московському Сталінцю у Москві 2:3. То була третя поспіль поразка харківської команди у чемпіонаті.

## Міжнародна кар'єра
1924 року був учасником першого матчу збірної СРСР.
Учасник чемпіонатів СРСР 1931 та 1932 років — 10 матчів, 1 гол.
У чемпіонаті України — 1922, 1923, 1924, 1927, 1928, 1932, 1934 роки.
У 1926, 1927 та 1930 зі збірною СРСР їздив до Австрії, Латвії, Німеччини та Норвегії.
Капітан збірної УРСР в 1930—1935 роках.
8 вересня 1924 року у складі збірної України (УРСР) Привалов переграв збірну СРСР у Москві 1:0. У квітні наступного року збірна СРСР відігралась перемігши збірну Харкова на виїзді 7:1. Привалов же знов опинився у складі переможців.
У Москві грав в матчі зі збірною Туреччини 1933 року, на воротах стояв Антон Ідзковський, грали Сергій Копійко і «москвич» Станіслав Леута.
1933 року в «списку 33-х» був футболістом число 1.
У складі збірної СРСР провів 2 офіційні та 5 «неофіційних» матчів. До ДСВ СРСР перебував у міжнародній ізоляції.
У сезоні 1940—1941 років як суддя провів 5 матчів.
З 1978 року приз пам'яті Привалова розігрують команди Харківської області.

## Стиль гри
- Нікіта Сімонян (заслужений мастер спорту СРСР): «Привалов, невеликий, швидкий і міцний, вривався, як метеор, у чужу лінію нападу і, якщо відбирав м'яч, із задоволенням прямував уперед флангом на чужі ворота. Природний шульга, він володів чудовим завершальним ударом, і тому його підключення в атаку завжди вносили розлад в оборону супротивника. Точно грав він і біля своїх воріт, умів у критичний момент відбити м'яч, як справжній захисник. Молодого харків'янина, веселуна і танцюриста — це він охоче демонстрував на вечорах, за кордоном особливо — любила вся наша збірна, де він виступав близько десяти років.»[1]